# Khalil Ibrahim
Dr Khalil Ibrahim, född 1957 död 25 december 2011, var en sudanesisk rebelledare för the Justice and Equality Movement (JEM) - en av parterna i Darfurkonflikten.
Ibrahim tillhörde kobe-stammen inom den etniska folkgruppen zaghawa.
I en intervju per satellittelefon krävde Ibrahim, i maj 2008, att Jan Eliasson och Salim Ahmed Salim skulle avgå som medlare i konflikten.